# Swydiwok
Swydiwok (ukrainisch Свидівок; russisch Свидовок Swidowok) ist ein Dorf im Zentrum der ukrainischen Oblast Tscherkassy mit etwa 2200 Einwohnern (2006).

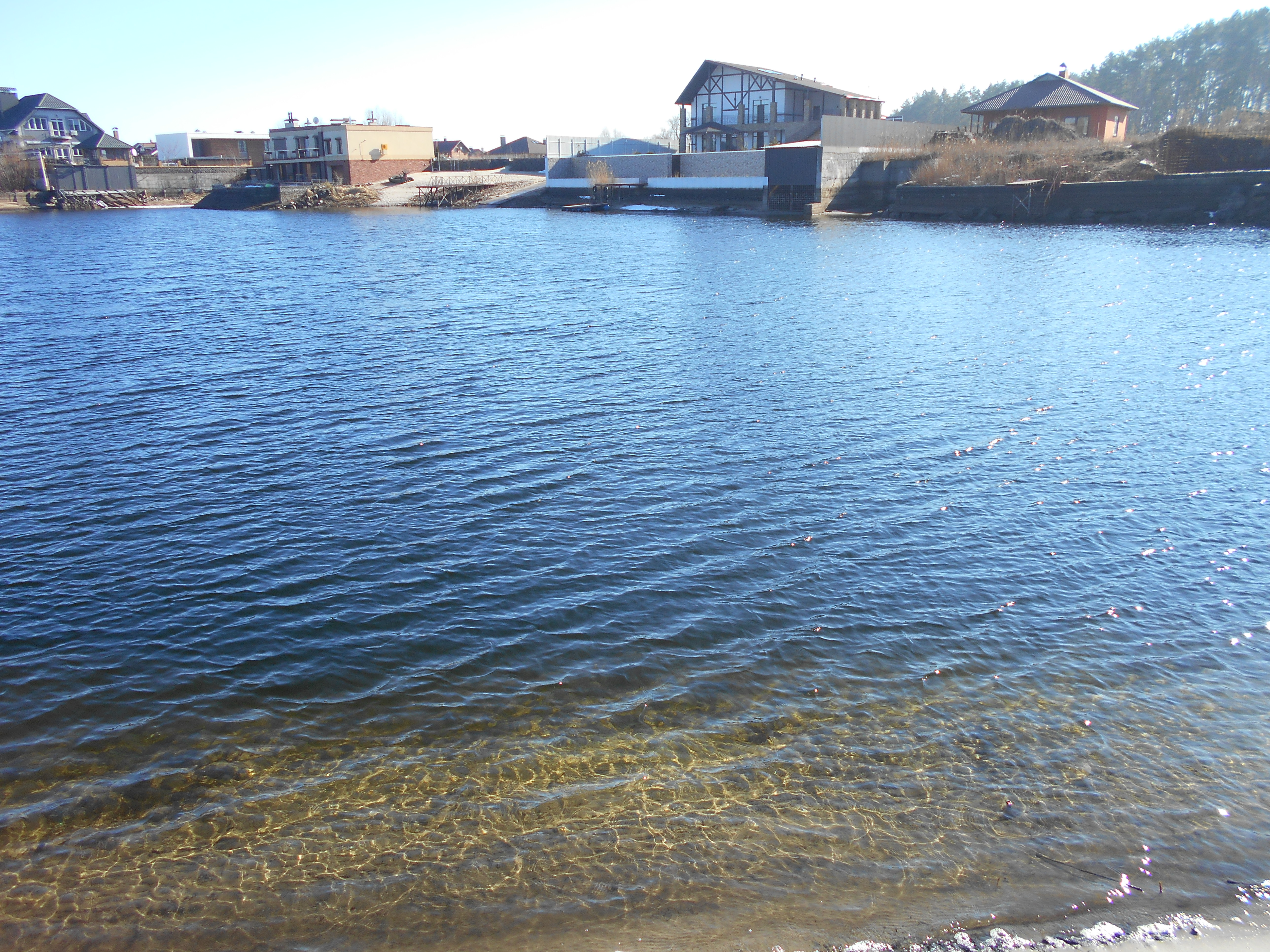
Häuser im Ort

Swydiwok wurde erstmals 1740 schriftlich erwähnt. Vom 19. August 1941 bis zum 14. November 1943 war das Dorf von Truppen der Wehrmacht besetzt.

## Geographie
Das Dorf liegt im Rajon Tscherkassy am rechten Dneprufer, wo der Fluss sich zum Krementschuker Stausee weitet. Die Oblasthauptstadt Tscherkassy ist über die Regionalstraße P–10 nach 17 km in südöstliche Richtung und die Stadt Kaniw nach 70 km in nordwestliche Richtung zu erreichen.
Am 12. Juni 2020 wurde das Dorf ein Teil der neugegründeten Landgemeinde Budyschtsche, bis dahin bildete es zusammen mit der Ansiedlung Sokyrna (Сокирна) die gleichnamige Landratsgemeinde Swydiwok (Свидівоцька сільська рада/Swydiwozka silska rada) im Norden des Rajons Tscherkassy.